# 格洛布索湖
53°07′41″N 13°07′08″E / 53.128°N 13.119°E
格洛布索湖（德語：Globsowsee），是德國的湖泊，位於該國東北部，由勃蘭登堡州負責管轄，處於上哈弗爾縣，面積0.16平方公里，海拔高度60米，最大水深4米。